# Cheadle Moseley
Cheadle Moseley var en civil parish från 1866 till 1879 då den blev en del av Cheadle, i grevskapet Cheshire (nu Greater Manchester), i England. Denna township hade 2 319 invånare år 1851.